# Hard at Play
Hard at Play è il sesto album in studio del gruppo rock statunitense Huey Lewis and the News, pubblicato nel 1991.

## Tracce
1. Build Me Up – 4:28
2. It Hit Me Like a Hammer – 4:01
3. Attitude – 4:00
4. He Don't Know – 4:15
5. Couple Days Off – 4:56
6. That's Not Me – 4:15
7. We Should Be Making Love – 4:01
8. Best of Me – 3:57
9. Do You Love Me, or What? – 3:46
10. Don't Look Back – 3:44
11. Time Ain't Money – 4:46